# Alexandre Lenski
Alexandre Pavlovitch Lenski (Александр Павлович Ленский), pseudonyme d'Alexandre Pavlovitch Verviciotti (né à Kichinev, le 1er/13 octobre 1847 et mort à Moscou, le 13/26 octobre 1908), est un acteur russe et metteur en scène de théâtre.

## Biographie

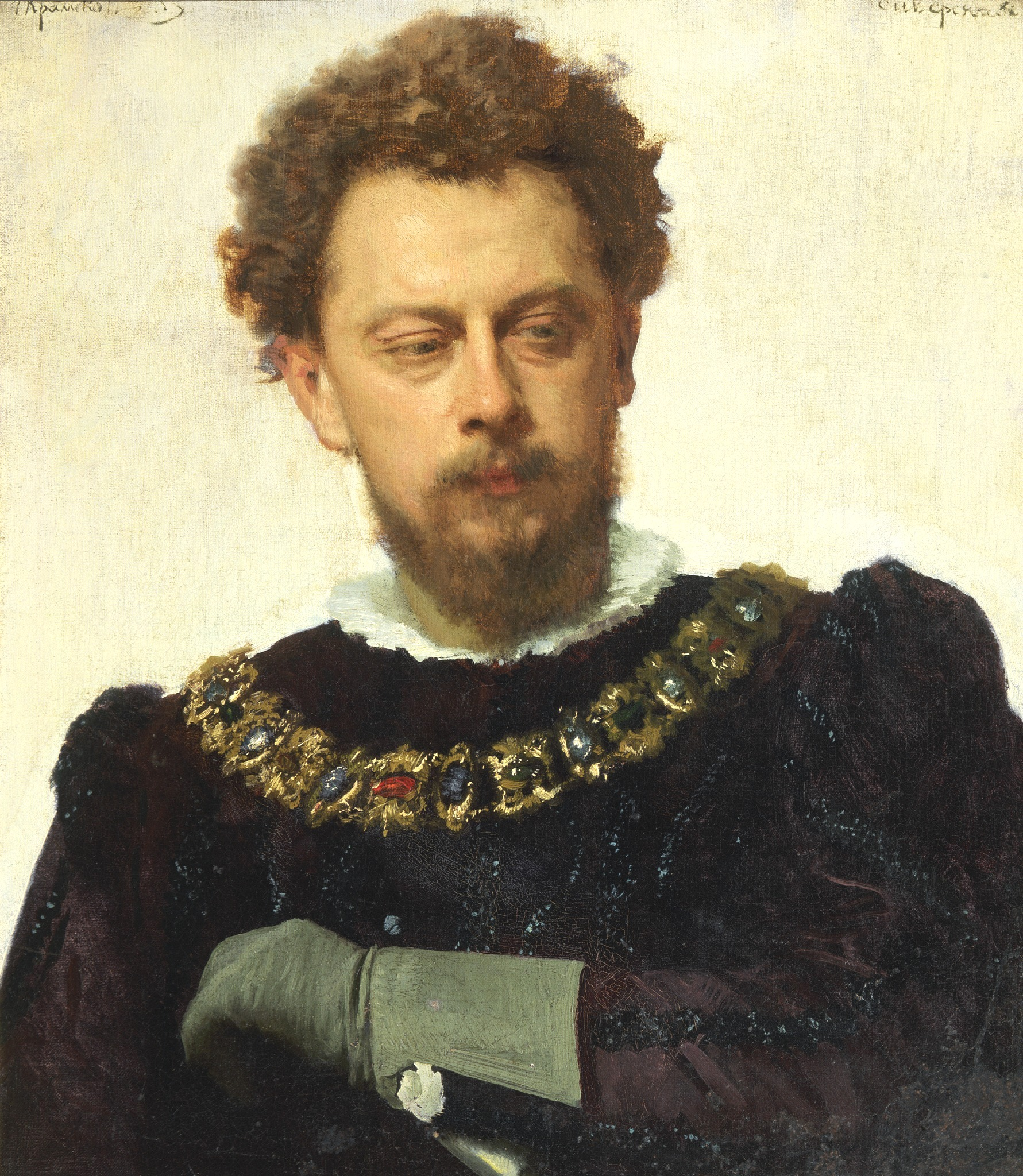
Lenski dans le rôle de Petruccio de La Mégère apprivoisée de Shakespeare, portrait de Kramskoï (1883).

### Formation et débuts
Il naît sous le nom de Verviciotti en octobre 1847, fils illégitime du prince Pavel Ivanovitch Gagarine et de la cantatrice italienne Olga Verviciotti. Devenu orphelin en 1858, il vit dans la famille de l'acteur du théâtre Maly, Corneille Poltavtsev, époux de sa demi-sœur,. Il assiste comme spectateur à de nombreux spectacles de ce théâtre, ce qui éveille sa passion. Il fait ses débuts sur la scène du théâtre de Vladimir en 1865 et se produit en province (Nijni Novgorod, Samara, Odessa, Kazan, Tiflis, etc.) jusqu'en 1876. Il se produit pour la première fois à Moscou en 1872 au théâtre de l'exposition polytechnique de 1872.
À partir de 1876 et jusqu'à la fin de sa vie, Lenski joue pour le théâtre Maly de Moscou, avec une parenthèse entre 1882 et 1884 où il joue pour le théâtre Alexandra de Saint-Pétersbourg.

### Caractéristiques comme acteur et metteur en scène

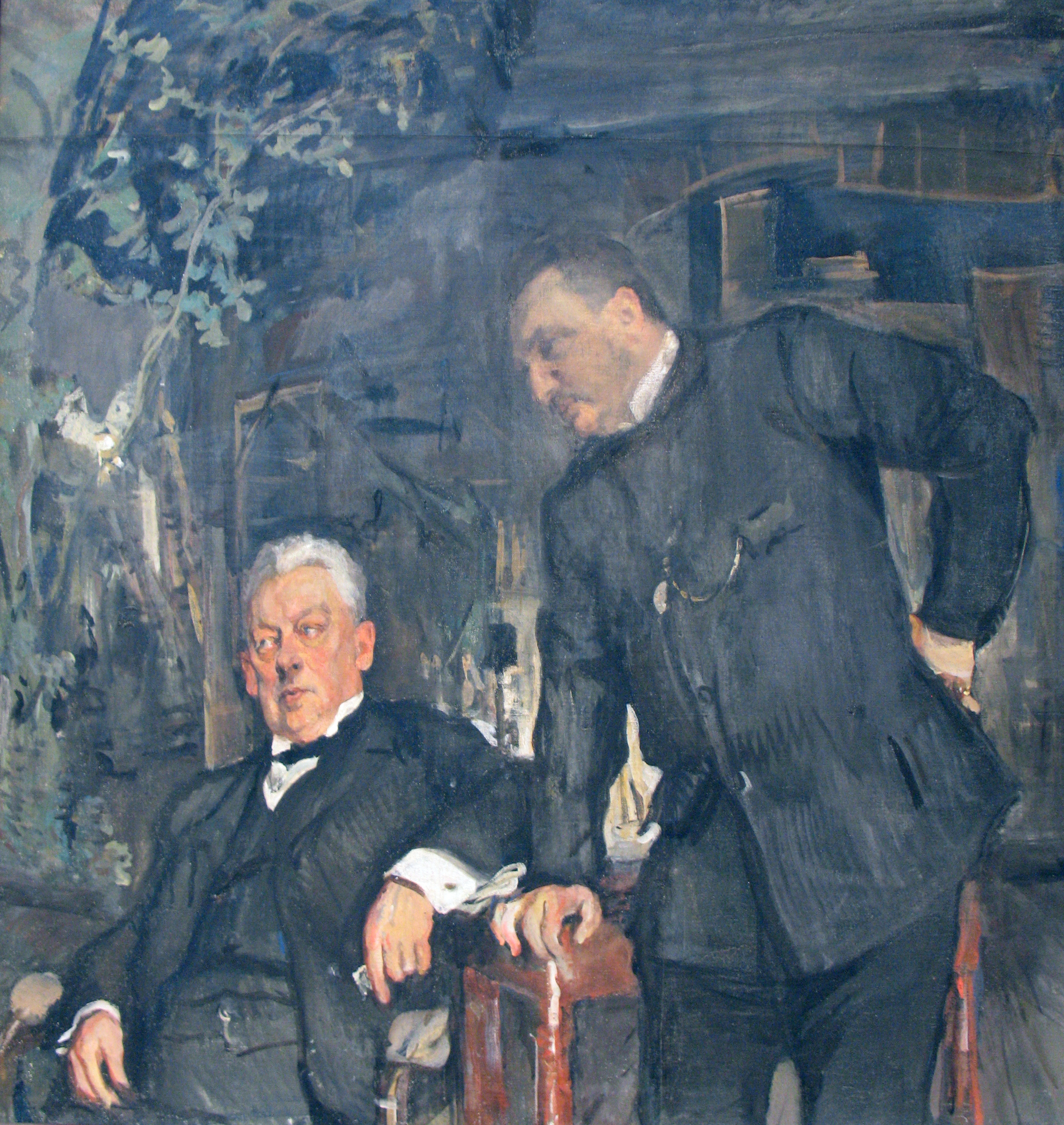
Portrait de Lenski et Alexandre Ioujine (1908) par Valentin Serov.

Il contribue de manière importante au développement du réalisme dans le théâtre russe de son époque, affirmant que le théâtre, capable de révéler le monde intérieur d'une personne et son rapport à la réalité, doit être fondé sur la reproduction artistique de la vie réelle.
Interprète préparé et sensible, connaissant magistralement l'art du mimétisme et du maquillage, il s'est attaché à la polyvalence réaliste et à l'exactitude historique du caractère de ses personnages qui dans ses interprétations se distinguaient par le charme, l'humour subtil et la grâce, émanant de lui et suscitant l'approbation de Stanislavski pour ses capacités d'expression. Les interprétations dramatiques de Lenski sont remarquées pour exprimer souvent le thème de la lutte pour le bonheur du peuple, condamnant la violence, affirmant la valeur et la dignité de l'homme et mettant en avant les défauts des classes dirigeantes. Il s'est également beaucoup investi dans l'éducation théâtrale.
En tant que metteur en scène, il s'est distingué par le soin de la scénographie, avec le remplacement des parapets par des sections et des angles internes, éliminant ainsi les angles morts ; il a également introduit l'utilisation du pivot sur scène.
Parmi ses rôles les plus distingués, l'on peut retenir ses nombreux rôles des pièces shakespeariennes, des pièces d'Alexandre Ostrovski, de Schiller ou de Nemirovitch-Dantchenko.
Alexandre Lenski est un des fondateurs du théâtre Nouveau (Novy Teatr) de Moscou de 1898 à 1903 (filiale du théâtre Maly) où il a joué entre autres Le Revizor de Gogol (1898), Kozma Zakharitch Minine-Soukhorouk (1899), La Demoiselle des neiges (1900) d'Ostrovski, Le Songe d'une nuit d'été de Shakespeare (1899).

### Enseignement et fin de carrière
Lenski enseigne à l'école théâtrale de Moscou à partir de 1888. Parmi ses disciples, l'on peut citer V.N. Pachennaïa et Alexandre Ostoujev. Il est cependant confronté à l'incompréhension de sa direction et quitte le théâtre peu avant sa mort.
Il a écrit plusieurs essais sur la technique de metteur en scène et sur l'art dramatique qui ont eu une certaine résonance auprès de Meyerhold.
Alexandre Lenski meurt à Moscou en octore 1908.

## Rôles principaux
- 1869 et 1877 - Beaucoup de bruit pour rien de Shakespeare, Benedetto;
- 1870 et 1876 - La Mégère apprivoisée de Shakespeare, Petruccio;
- 1871 et 1876 - Le Malheur d'avoir trop d'esprit de Griboïedov, Tchatsky;
- 1871 et 1877 - Hamlet de Shakespeare, Hamlet;
- 1876 - Richard III de Shakespeare, Richard III;
- 1876 - Dom Juan ou le Festin de Pierre de Molière, Don Juan;
- 1877 - Le Marchand de Venise de Shakespeare, Bassanio;
- 1877 - La Dernière victime d'Ostrovski, Doultchine;
- 1879 - Othello de Shakespeare, Othello;
- 1879 - Notre ami Neklioujev d'Alexandre Palm, Neklioujev;
- 1881 - Talents et Admirateurs d'Ostrovski, Velikatov;
- 1884 - Tartuffe de Molière, Tartuffe;
- 1889 - Hernani de Victor Hugo, Don Ruy (première en Russie)
- 1887 - Antoine et Cléopâtre de Shakespeare, Enobarb;
- 1893 - Loups et Brebis d'Ostrovski, Lyniaïev;
- 1894 - Don Carlos de Schiller, Philippe II;
- 1899 - Crépuscule d'A.I. Soumbatov (Alexandre Ioujine), le prince Doubetskoï;
- 1903 - Trahison d'A.I. Soumbatov, Ananias Glah;
- 1905 - La Senne d'A.I. Soumbatov, Svetintsev;
- 1906 - Les Prétendants au trône d'Ibsen, l'évêque Nicolae.

## Metteur en scène au théâtre Novy
Parmi ses mises en scène au Novy, l'on peut distinguer:
- 3 septembre 1898, Le Revizor de Gogol;
- 8 septembre 1898, La Forêt d'Ostrovski;
- ? septembre 1898, Le Combat des papillons de Sudermann;
- 27 octobre 1898, Talents et Admirateurs d'Ostrovski;
- 5 novembre 1898. Le Bonheur dans un angle de Sudermann;
- 24 novembre 1898, Vassilissa Melentieva d'Ostrovski;
- 27 décembre 1898, Le Barbier de Séville de Beaumarchais;
- 16 février 1899, Le Mariage de Figaro de Beaumarchais;
- 31 août 1899, Kozma Zakharitch Minine-Soukhorouk d'Ostrovski;
- 5 octobre 1899, Le Songe d'une nuit d'été de Shakespeare;
- 7 décembre 1899, Les Joueurs de Gogol;
- 18 octobre 1900, Roméo et Juliette de W. Shakespeare;
- 18 octobre 1901, Fait amer d'Alexeï Pissemski;
- 28 janvier 1901, Coriolan de Shakespeare;
- 30 septembre 1902, Le Rouble d'Alexandre Fedotov;
- 1er septembre 1908, Francesca da Rimini de Gabriele d'Annunzio.